# Remparts de Pertuis
Les remparts de Pertuis sont une enceinte entourant le centre du village de Pertuis, dans le département français de Vaucluse en région Provence-Alpes-Côte d'Azur.

## Histoire
Au XIVe siècle, les remparts de Pertuis comptaient 6 portes et 9 tours, englobant les fortifications du château.
La tour subsistante des remparts de Pertuis est inscrite au titre des monuments historiques par arrêté du 5 avril 1930.